# Юровка (Малинский район)
Юровка (укр. Юрівка) — село на Украине, находится в Малинском районе Житомирской области.
Код КОАТУУ — 1823485204. Население по переписи 2001 года составляет 289 человек. Почтовый индекс — 11642. Телефонный код — 4133. Занимает площадь 0,894 км².

## Адрес местного совета
11600, Житомирская область, Малинский р-н, с. Малиновка